# 小行星2271
小行星2271（2271 Kiso）是一颗围绕太阳公转的小行星。1976年10月22日，香西洋树、古川麒一郎在木曾町发现了此天体。
該小行星以位於日本御嶽山的木曾觀測所命名。
这颗小行星的绝对星等为176.58318等。